# スターゲイト SG-1
『スターゲイト SG-1』（スターゲイト エスジーワン、Stargate SG-1）は、1997年から2007年にかけてアメリカで制作されたSFテレビドラマ（海外ドラマ）。1994年に公開された映画「スターゲイト」をベースに作られており、本国では最終シーズンであるシーズン10が終了した。また、ギネスブックにも世界最長SFドラマとして記載されている。

## 概要
テレビ版の製作にあたり、映画の続きということから、ジャック・オニール大佐とダニエル・ジャクソン博士という、2人の主人公はそのまま引継がれた。
映画版のジャック・オニール大佐はカート・ラッセルが演じたが、テレビ版ではリチャード・ディーン・アンダーソンが演じることとなった。またダニエル・ジャクソン博士はジェームズ・スペイダーが演じていたが、テレビ版ではマイケル・シャンクスが演じることになった。
当初はシーズン11も予定されていたがキャンセルされ、完結させるために2本のDVD映画が製作されることになった。
スピンオフ作品として『スターゲイト アトランティス』、第3シリーズ「スターゲイト ユニバース」が存在する。

## ストーリー
映画版（アビドース作戦）より1年後、封印され米空軍の厳重な監視下に置かれていたスターゲイトが突如動き出す。武装した異星人が現れスターゲイト基地 (SGC) を襲い、監視していた兵士達の内女性はさらわれ他の者は殺されてしまう。基地の指揮官ハモンド将軍により、退役していたジャック・オニール大佐は再びSG基地へと呼び出され、理論天体物理学者でもあるサマンサ・カーター大尉らと共に再びゲイトをくぐるのであった。オニール大佐ら一行はゲイトの先でダニエル・ジャクソン博士と再会し、スターゲイトが広大な宇宙の様々な星々に存在し、それらが巨大なネットワークを構築している事を知る。そして、支配者は太陽神ラーだけでなく、闇を支配する邪神アポフィス、ハトル（ハトホル）などといったエジプト神話の神々やギリシャ神話のクロノス等他、様々な古代神話の神々を名乗る異星人が存在することを知る。ジャック・オニール大佐、ダニエル・ジャクソン博士、サマンサ・カーター大尉そして異星人のティルクらはスターゲイトを使い他の惑星に住む人々との交流を広げつつ、宇宙の支配を狙う異星人との戦いを繰り広げる。

## エピソードガイド

### シーズン1
アビドース作戦から1年後、コロラド州シャイアン山NORAD地下28階にあるスターゲイトが突如作動。鎧を着たエイリアンの一群が基地に侵攻してきた。基地管理をしていたジョージ・ハモンド少将は、エイリアン達が下士官を拉致しゲイトの中へ逃走した際、リーダーらしき人物（アポフィス）の目が光るのを目撃する。事態を重く見た空軍は退役したジャック・オニール大佐を呼び戻し、アビドースへの偵察を命じる。
現役復帰したオニール大佐率いるアビドース作戦オリジナルメンバーの他に、新たに理論天体物理学者のサマンサ・カーター大尉を加えた偵察チームは、アビドースへと向かう。
到着すると、そこにはダニエル・ジャクソン博士の姿があった。ダニエルは、基地に現れたのはアビドースからの訪問者ではない事、銀河中に無数のゲイトが散らばっている事を説明する。ゴアウルド作成によるゲイトマップを手に入れた一行は、その中から敵（アポフィス）が来た惑星を探すこととなる。
シーズン1では、数千年前から恒星間飛行を実現した種族であるゴアウルドに対し、現代の実在の兵器(P90 C-4)等で対抗しつつ、ゴアウルドに対抗するためにゲイトを通じて惑星探検を行い、多数の種族との交流から対ゴアウルド戦への科学技術の蓄積を目論む。
|        | 邦題                 | 原題                                |
| ------ | -------------------- | ----------------------------------- |
| 第1話  | 神の子 (前編)        | Children of the Gods (Part 1)       |
| 第2話  | 神の子 (後編)        | Children of the Gods (Part 2)       |
| 第3話  | エイリアン           | The Enemy Within                    |
| 第4話  | 自由の女神           | Emancipation                        |
| 第5話  | 悪魔の痕跡           | The Broca Divide                    |
| 第6話  | 光の壁               | The First Commandment               |
| 第7話  | 時の呪縛             | Brief Candle                        |
| 第8話  | エネルギークローン   | Cold Lazarus                        |
| 第9話  | 雷神トールのハンマー | Thor's Hammer                       |
| 第10話 | 一人ぼっちの星       | The Torment of Tantalus             |
| 第11話 | ジャファの儀式       | Bloodlines                          |
| 第12話 | 失われた記憶         | Fire and Water                      |
| 第13話 | 四次元の妖精         | The Nox                             |
| 第14話 | ゴッド・マザー       | Hathor                              |
| 第15話 | 恩讐の彼方に         | Cor-ai                              |
| 第16話 | 地球に来た罠         | Singularity                         |
| 第17話 | トラン人の謎         | Enigma                              |
| 第18話 | ブリキ男             | Tin Man                             |
| 第19話 | 凍りつく孤独         | Solitudes                           |
| 第20話 | 異次元の地球         | There But For the Grace of God      |
| 第21話 | 閉鎖命令             | Politics (Part 1)                   |
| 第22話 | 突入！宇宙母艦       | Within the Serpent's Grasp (Part 2) |

### シーズン2
一時的にカーターが寄生されるという事態から接触することになったトクラ。彼らと何度かやり取りをするうちに友好関係が深まる。たまたま発見された記憶保管庫を起動してしまったオニールによって、四大種族の一つであるアスガードとの本格的な接触が行われる。
|        | 邦題                | 原題                                                 |
| ------ | ------------------- | ---------------------------------------------------- |
| 第23話 | 宇宙戦争            | The Serpent's Lair (Part 3)                          |
| 第24話 | 殺し屋ゴアウルド    | In the Line of Duty                                  |
| 第25話 | 地底の牢獄          | Prisoners                                            |
| 第26話 | ゲームキーパー      | The Gamekeeper                                       |
| 第27話 | 石棺の魔力          | Need                                                 |
| 第28話 | トールの宇宙戦車    | Thor's Chariot                                       |
| 第29話 | 球体のメッセージ    | Message In a Bottle                                  |
| 第30話 | 家族                | Family                                               |
| 第31話 | シークレット        | Secrets                                              |
| 第32話 | 破滅への道          | Bane                                                 |
| 第33話 | 反逆者たち          | The Tok'ra (Part 1)                                  |
| 第34話 | 勇気ある共棲共存    | The Tok'ra (Part 2)                                  |
| 第35話 | 精霊                | Spirits                                              |
| 第36話 | タッチストーン      | Touchstone                                           |
| 第37話 | ブラックホール      | A Matter of Time                                     |
| 第38話 | 宇宙人・第5の種族へ | The Fifth Race                                       |
| 第39話 | 邪神の末路          | [[:en:Serpent's Song (Stargate SG-1)\|Serpent's Song |
| 第40話 | 奪われた肉体        | ]]Holiday                                            |
| 第41話 | 異星人のハーモニー  | One False Step                                       |
| 第42話 | 未知との挑戦        | Show and Tell                                        |
| 第43話 | タイムスリップ      | 1969                                                 |
| 第44話 | 記憶の迷路          | Out of Mind (Part 1)                                 |

### シーズン3
前作でハトルの罠にはまってしまったSG-1は、トクラの協力によりハトルを殺しなんとか脱出。しかし、SG-1がハトルを殺したことにより、ゴアウルドの支配階級は地球を脅威と見なし、アスガードの仲介で地球とゴアウルドの間に不可侵協定が結ばれる。また、新たな強敵レプリケーターが現れ地球が危機に……。
|        | 邦題                   | 原題                        |
| ------ | ---------------------- | --------------------------- |
| 第45話 | 炎の中のバリア         | Into the Fire (Part 2)      |
| 第46話 | カルト集団             | Seth                        |
| 第47話 | 宇宙人不可侵交渉       | Fair Game                   |
| 第48話 | マ・チェロの遺産       | Legacy                      |
| 第49話 | 捻れたIQ               | Learning Curve              |
| 第50話 | パラレル・ミラーの世界 | Point of View               |
| 第51話 | 宇宙の賞金稼ぎ         | Deadman Switch              |
| 第52話 | 悪魔の生け贄           | Demons                      |
| 第53話 | 命を賭けた戦斗ゲーム   | Rules of Engagement         |
| 第54話 | 愛は永遠に             | Forever in a Day            |
| 第55話 | 記憶喪失               | Past and Present            |
| 第56話 | ジョリナーの回想       | Jolinar's Memories (Part 1) |
| 第57話 | 甦る魔神               | The Devil You Know (Part 2) |
| 第58話 | 侵略されたSG基地       | Foothold                    |
| 第59話 | 異星間裁判             | Pretense                    |
| 第60話 | 生命体アーゴ           | Urgo                        |
| 第61話 | 火の雨                 | A Hundred Days              |
| 第62話 | ハイテク大泥棒         | Shades of Grey              |
| 第63話 | オプトリカンの伝説     | New Ground                  |
| 第64話 | 禁断の惑星             | Maternal Instinct           |
| 第65話 | 水晶のドクロ           | Crystal Skull               |
| 第66話 | 機械虫の反乱           | Nemesis (Part 1)            |

### シーズン4
レプリケーターの侵略から免れた地球だが、アッシェン人によって人類滅亡の危機に立たされる。SG-1は、過去にメッセージを送ってアッシェン人と出会わないようにさせようとするが……。
|        | 邦題                   | 原題                     |
| ------ | ---------------------- | ------------------------ |
| 第67話 | レプリケイター地球侵入 | Small Victories (Part 2) |
| 第68話 | 地下帝国への救援       | The Other Side           |
| 第69話 | 人体改造アームバンド   | Upgrades                 |
| 第70話 | 宿主を巡る分岐点       | Crossroads               |
| 第71話 | 洗脳兵器ゼイターク     | Divide and Conquer       |
| 第72話 | 未完成のタイムマシン   | Window of Opportunity    |
| 第73話 | 水の惑星               | Watergate                |
| 第74話 | ゴアウルド惑星         | The First Ones           |
| 第75話 | 生態系改造計画         | Scorched Earth           |
| 第76話 | 巨大ドーム都市の真下で | Beneath the Surface      |
| 第77話 | 僕はエイリアン         | Point of No Return       |
| 第78話 | 改造デスグライダー     | Tangent                  |
| 第79話 | 呪いの壷               | The Curse                |
| 第80話 | 陰険な神の脅威         | The Serpent's Venom      |
| 第81話 | 陰謀の連鎖反応         | Chain Reaction           |
| 第82話 | 人類滅亡の罠           | 2010                     |
| 第83話 | 聖なる洗脳             | Absolute Power           |
| 第84話 | 禁断の光の宮殿         | The Light                |
| 第85話 | 天才問題児             | Prodigy                  |
| 第86話 | 質量0の生命体          | Entity                   |
| 第87話 | コピー・ロボット       | Double Jeopardy          |
| 第88話 | 超新星大爆発！         | Exodus (Part 1)          |

### シーズン5
太陽を吹き飛ばしてアポフィスの艦隊を壊滅させることに成功したSG-1だが、爆発の衝撃でSG-1が乗るハタクが天の川銀河から400万光年も遠くに飛ばされてしまった。その宙域にはアポフィスが乗船する旗艦と謎の宇宙船も現れ、2隻の宇宙船が交戦を開始する。
|         | 邦題                      | 原題                 |
| ------- | ------------------------- | -------------------- |
| 第89話  | 理由なき反抗              | Enemies (Part 2)     |
| 第90話  | マインドコントロール      | Threshold (Part 3)   |
| 第91話  | 異星の恋人                | Ascension            |
| 第92話  | 謎の記憶操作              | The Fifth Man        |
| 第93話  | 翳りの太陽                | Red Sky              |
| 第94話  | 思春期のウイルス          | Rite of Passage      |
| 第95話  | 奴隷商人                  | Beast of Burden      |
| 第96話  | 神殿に潜む人食怪獣        | The Tomb             |
| 第97話  | イオン砲の陰謀            | Between Two Fires    |
| 第98話  | 未来からの警告            | 2001                 |
| 第99話  | ゴアウルド移植 危機一髪！ | Desperate Measures   |
| 第100話 | 過激なワームホール        | Wormhole X-Treme!    |
| 第101話 | SG基地 SOS                | Proving Ground       |
| 第102話 | 48時間！タイムリミット    | 48 Hours             |
| 第103話 | 宇宙サミット              | Summit (Part 1)      |
| 第104話 | 脱出作戦の囮              | Last Stand (Part 2)  |
| 第105話 | 小惑星激突の危機          | Fail Safe            |
| 第106話 | 卑劣な罠                  | The Warrior          |
| 第107話 | レプリケーター誕生の秘密  | Menace               |
| 第108話 | 死刑囚 最後の賭け         | The Sentinel         |
| 第109話 | 友よ 永遠に               | Meridian             |
| 第110話 | 絶滅の危機を救え！        | Revelations (Part 1) |

### シーズン6
ダニエルは自らを犠牲とした行為の果てに、オーマの導きに従って高みへと昇り、新しい道を進み始めた。ダニエルの抜けた穴を埋めるため、SG-1に新たなメンバー候補を試験的に配属するが、オニールに（もしくは自分から）ことごとくお払い箱にされていく。一方、地球に亡命したケロナ人のジョナス・クインはダニエルの後釜を務めたいとアピールするが、オニールの反発により叶えられずにいた。そんな中、ティルクの妻ドレイヤック危篤の知らせが舞い込む。すぐに現地へ赴くティルクだが、息子であるライアクに母親と自分を見殺しにしたと罵られる。同じ頃、地球のスターゲイトはアヌビスの攻撃により、地球が吹き飛ぶほどとてつもない暴発の危機に晒されていた。
|         | 邦題                   | 原題                         |
| ------- | ---------------------- | ---------------------------- |
| 第111話 | 地球滅亡の危機         | Redemption (Part 1)          |
| 第112話 | 地球壊滅防御作戦       | Redemption (Part 2)          |
| 第113話 | 宇宙母艦の怪           | Descent                      |
| 第114話 | 凍結人間               | Frozen                       |
| 第115話 | ゴアウルド幼生クローン | Nightwalkers                 |
| 第116話 | 暗黒の奈落             | Abyss                        |
| 第117話 | ナクアドリア爆弾       | Shadow Play                  |
| 第118話 | 捕虜になったSG-1       | The Other Guys               |
| 第119話 | 見えない暗殺者         | Allegiance                   |
| 第120話 | トレトニンの恐怖       | Cure                         |
| 第121話 | 宇宙船プロメテウス     | Prometheus (Part 1)          |
| 第122話 | レプリケーター人間     | Unnatural Selection (Part 2) |
| 第123話 | 幻覚？奇妙な虫         | Sight Unseen                 |
| 第124話 | 狙撃、暗殺！           | Smoke & Mirrors              |
| 第125話 | 未知の惑星！失楽園     | Paradise Lost                |
| 第126話 | 異形の超能力者         | Metamorphosis                |
| 第127話 | 宇宙情報公開会議       | Disclosure                   |
| 第128話 | 墜落した宇宙母艦       | Forsaken                     |
| 第129話 | 夢の交差点             | The Changeling               |
| 第130話 | 歴史を消された惑星     | Memento                      |
| 第131話 | 予知能力               | Prophecy                     |
| 第132話 | 謎の石板               | Full Circle                  |

### シーズン7
アヌビスが「ラーの眼」を手に入れ約束を破りアビドースを破壊してしまったものの、SG-1はダニエルの導きにより石版を入手し地球に帰還することができた。ダニエルの残したノートを手がかりに、ジョナスは石版に刻まれたエンシェントの『失われた都市』の場所を推察する。すぐさまその惑星の探索を開始したSG-1だったが、そこで高みの存在に記憶を消され下界に戻されたダニエルと遭遇する。
シーズン最終エピソードはスピン・オフ作品であるスターゲイト アトランティスに繋がる重要な内容となっている。
|         | 邦題               | 原題                |
| ------- | ------------------ | ------------------- |
| 第133話 | 裸の人             | Fallen (Part 1)     |
| 第134話 | 狙われた故郷       | Homecoming (Part 2) |
| 第135話 | 不安定なDNA        | Fragile Balance     |
| 第136話 | 戦士の魂           | Orpheus             |
| 第137話 | ドームの町         | Revisions           |
| 第138話 | 難破船ストロモス   | Lifeboat            |
| 第139話 | 聖なる鉱山         | Enemy Mine          |
| 第140話 | 白熱！宇宙レース   | Space Race          |
| 第141話 | 僕のアヴェンジャー | Avenger 2.0         |
| 第142話 | 生きる権利         | Birthright          |
| 第143話 | 命の泉             | Evolution (Part 1)  |
| 第144話 | 究極戦士           | Evolution (Part 2)  |
| 第145話 | グレース           | Grace               |
| 第146話 | 堕ちゆく星         | Fallout             |
| 第147話 | 夢とロマンス       | Chimera             |
| 第148話 | 弔鐘               | Death Knell         |
| 第149話 | 英雄たち 前編      | Heroes (Part 1)     |
| 第150話 | 英雄たち 後編      | Heroes (Part 2)     |
| 第151話 | 悪魔の実験         | Resurrection        |
| 第152話 | 副大統領就任       | Inauguration        |
| 第153話 | 失われた都市 前編  | Lost City (Part 1)  |
| 第154話 | 失われた都市 後編  | Lost City (Part 2)  |

### シーズン8
地球に直接攻撃を仕掛けてきたアヌビス艦隊とプロメテウス率いるF-302編隊による大空戦。SG-1が発見した南極のエンシェントの砦の力を借りた超絶的な攻撃により大勝利を収めることができた。しかし、その砦を巡りゴアウルド達と地球内部での複雑なやりとりを余儀なくされてしまうアメリカ政府。ゴアウルドとの交渉を辛くも乗り越えたウィアー博士は、砦の管理をどうするのかという難題にあたり、各国との交渉という立場を任され、SGCを去ることになる。そこで、SGCの指導者として選ばれたのは、SG-1のリーダーであり、地球を幾度も危機的状況から救った英雄「ジャック・オニール」准将その人であった。
オニールがSGCの司令官となり、SG-1のリーダーはカーターへとシフトするが、オニールとSG-1の関係は今までとさほど変わりないものとなっている。
172話「ほつれた糸」は1,2話以外で通常放映時間より長く製作されたエピソードだが、AXNで放送された時は時間の関係上一部カットされてしまった。DVD BOXには完全版が収録されている。
|         | 邦題                   | 原題                 |
| ------- | ---------------------- | -------------------- |
| 第155話 | 新しい秩序 前編        | New Order (Part 1)   |
| 第156話 | 新しい秩序 後編        | New Order (Part 2)   |
| 第157話 | 監禁基地               | Lockdown             |
| 第158話 | 司令官の多忙な5日間    | Zero Hour            |
| 第159話 | アヴィダンの輪         | Icon                 |
| 第160話 | ニューゲーム           | Avatar               |
| 第161話 | 危険な隣人             | Affinity             |
| 第162話 | 良心の天秤             | Covenant             |
| 第163話 | 愛とプライド           | Sacrifices           |
| 第164話 | 放たれたVX兵器         | Endgame              |
| 第165話 | レプリ・カーター       | Gemini               |
| 第166話 | プロメテウスの受難     | Prometheus Unbound   |
| 第167話 | 王様万歳！             | It's Good to Be King |
| 第168話 | 一触即発！米露開戦？   | Full Alert           |
| 第169話 | 理髪師ジョーの奇妙な夢 | Citizen Joe          |
| 第170話 | 銀河大戦争 前編        | Reckoning (Part 1)   |
| 第171話 | 銀河大戦争 後編        | Reckoning (Part 2)   |
| 第172話 | ほつれた糸             | Threads              |
| 第173話 | 時をかけるSG-1 前編    | Moebius (Part 1)     |
| 第174話 | 時をかけるSG-1 後編    | Moebius (Part 2)     |

### シーズン9
新たにSGCに着任したキャメロン・ミッチェル中佐はゲイトを見つめ、二年前の南極での戦いを思い出す。無数のアヌビス艦隊を迎撃するためF-302の大隊を率いることになった彼は、アルケシュを攻撃した際エンジンを撃たれ南極の極寒の大地に墜落。一時は再起不能とされたが、SG-1からの励ましやオニールから「治ったら好きなポストを約束する」と言われ懸命なリハビリの末復帰。晴れてSG-1の一員になれると思ったものの旧SG-1のメンバーは去り、新司令官のハンク・ランドリー将軍に新たにSG-1のメンバーを選ぶよう命令される。
ダニエルはエンシェント専門家としてアトランティスへ移ることになっていたが、SGCを訪れたヴァーラに揉め事を起こされ取りやめに。
やがてエンシェントが発祥した銀河の存在を示唆する品が見つかる。その銀河には、高みの存在でありながら人々に崇拝を強要する「オーライ」がおり、天の川銀河に人類が存在することを知ったオーライは、天の川銀河への侵攻を始める。
|         | 邦題                 | 原題                         |
| ------- | -------------------- | ---------------------------- |
| 第175話 | アヴァロン 前編      | Avalon (Part 1)              |
| 第176話 | アヴァロン 後編      | Avalon (Part 2)              |
| 第177話 | 起源の書             | Origin (Part 3)              |
| 第178話 | 切れない絆           | The Ties That Bind           |
| 第179話 | 奇跡の力             | The Powers That Be           |
| 第180話 | スーパーゲイト       | Beachhead                    |
| 第181話 | 今そこにある危機     | Ex Deus Machina              |
| 第182話 | ソダンの戦士         | Babylon                      |
| 第183話 | 試作品               | Prototype                    |
| 第184話 | 罪深き感染 前編      | The Fourth Horseman (Part 1) |
| 第185話 | 罪深き感染 後編      | The Fourth Horseman (Part 2) |
| 第186話 | 抉られた一夜         | Collateral Damage            |
| 第187話 | SG-1がいっぱい       | Ripple Effect                |
| 第188話 | 戦友                 | Stronghold                   |
| 第189話 | さらば、プロメテウス | Ethon                        |
| 第190話 | 怪盗SG-1             | Off the Grid                 |
| 第191話 | 虫、虫、虫           | The Scourge                  |
| 第192話 | アーサー王のマント   | Arthur's Mantle              |
| 第193話 | 聖母                 | Crusade                      |
| 第194話 | 神に抗う者           | Camelot                      |

### シーズン10
オーライがスーパーゲイトを使い艦隊を天の川銀河に送り込んできた。侵攻を水際で阻止するため、ジャファ連合や地球等で構成された連合艦隊はオーライの艦隊に攻撃を仕掛けるが壊滅的な打撃を受け敗北する。
戦いが終わった直後、ヴァーラが女の子を出産する。その子はオーライの知識や能力を備え、オーライ軍のリーダーとなるべくオーライによって創られた人間だった。
一方SG-1はこの状況を打開するため、どこかにあるマーリンの武器を探すことが最重要課題になっていた。
武器の手掛かりの入手とオーライの侵攻を防ぐため、SG-1はかつてエンシェントの都だったアトランティスへと赴く。その手掛かり探しは難航の一途を辿るのだが……。
今シーズンでは通算200回目を迎えるエピソードが存在する。「祝！200回記念」がそれに当たる。製作総指揮のロバート・C・クーパーによれば、「特に特別なことはやらない」というつもりだったが、完成したエピソードは、シリアスなシーンが多いこのシーズンにおいては、ユーモアを前面に押し出した稀な作品となっている。
|         | 邦題                     | 原題                |
| ------- | ------------------------ | ------------------- |
| 第195話 | 血と肉                   | Flesh and Blood     |
| 第196話 | 死への眠り               | Morpheus            |
| 第197話 | ペガサス合同作戦         | The Pegasus Project |
| 第198話 | 内通者                   | Insiders            |
| 第199話 | 招かれざる客             | Uninvited           |
| 第200話 | 祝！200回記念            | 200                 |
| 第201話 | 反撃                     | Counterstrike       |
| 第202話 | 消せない記憶             | Memento Mori        |
| 第203話 | 荒くれ者たち             | Company of Thieves  |
| 第204話 | ザ・クエスト 前編        | The Quest (Part 1)  |
| 第205話 | ザ・クエスト 後編        | The Quest (Part 2)  |
| 第206話 | 砂に引かれた線           | Line in the Sand    |
| 第207話 | 戻り道                   | The Road Not Taken  |
| 第208話 | 死の帳                   | The Shroud          |
| 第209話 | 同窓会                   | Bounty              |
| 第210話 | 理由ありヒーロー         | Bad Guys            |
| 第211話 | ダル・エシュカロンの惨劇 | Talion              |
| 第212話 | 父と娘                   | Family Ties         |
| 第213話 | 果て無き野心             | Dominion            |
| 第214話 | 終わりなき終わり         | Unending            |

### Stargate: The Ark of Truth
スーパーゲイトにマーリンの兵器を突入させて、オーライの全滅を願うSGチームだが、プライアの攻勢はむしろ激しさを増す。高みの存在から幻覚で「アーク」の存在を教えられたダニエル。手始めに、かつてのエンシェントの星であり、オーライ軍の攻撃で廃墟と化したダカラを捜索する。そこで出会ったのはヴァーラの元夫トーミンだった。彼と協力してアークを捜そうとしているとそれはオーライの銀河にあることが判明。オデッセイに乗ったSG-1はスーパーゲイトを抜け宝探しへ出発する。
タイムラインはシーズン10より後でアトランティスのシーズン4より前の話となる。製作予算は$700万である。2008年3月に北米で発売された。
オープニングで使われている曲はTV版ではなく映画で使用していたものが使われている。
|  | 邦題                      | 原題                       |
|  | ------------------------- | -------------------------- |
|  | スターゲイト 真実のアーク | Stargate: The Ark of Truth |

### Stargate: Continuum
製作予算はThe Ark of Truthと同じ$700万である。
時系列では、冒頭ではアトランティスの第5シーズンの前半に当たる。
オニール将軍とSG-1のメンバーは、トクラ主催の、とある儀式に参加していた。バールの最後のクローンと思われる者から、寄生体を取り出して殺すのだという。ところが儀式の最中に、ヴァーラを初めとした人物が次々と、こつ然と消えていく。残されたSG-1メンバーは急ぎスターゲイトをくぐるのだが……。
リチャード・ディーン・アンダーソンやドン・S・デイヴィスなど過去のレギュラーキャスト、そして懐かしのゴアウルド支配階級らも出演。
日本では8月29日発売。
|  | 邦題                                       | 原題                |
|  | ------------------------------------------ | ------------------- |
|  | スターゲイト コンティニュアム ザ・ムービー | Stargate: Continuum |

## 用語
スターゲイト計画
スターゲイトを用いて異星文明と交流し、優れた先進技術を獲得することを目的とする計画。スターゲイト自体の存在は極秘であるため、任務に関与する軍人や科学者は対外的に「通信衛星による深宇宙探査を目的としたスターゲイト計画」と呼ばれる任務に就いていることになっている、そのため表向きは米空軍スペースコマンド（アメリカ空軍宇宙軍団）所属となっておりゲイトオペレーターの青のツナギ服には空軍スペースコマンドのワッペンが付けられている。
スターゲイト
惑星と惑星を繋ぐ、物質を転送するネットワークシステム。ゲイト間の移動にかかる時間は平均0.3秒で、一度ゲイトを繋いでそれを維持できる時間は最大38分間とされるが、それを超える事態も幾度か発生している。
ゴアウルド語で「チャパアイ」、他文明の言語でも似た語感で言い表されることがある。
入り口側では物質を分子レベルまで分解し、ワームホールを使い、出口側では再構成する。物質が再構成される際、「ブリザードの中を裸で通る様な感覚」になるらしい。
最大9つのシェブロンまであるが、同じ銀河内では7つのシェブロンで、別の銀河には８つのシェブロンで転送が可能である。
通常は、後述のホームダイアルを使いダイアルするのだが、手動でもダイアルできる。送信元のゲイトはワームホールを形成するために莫大な量のエネルギーが必要になり、作中、スターゲイト計画において年間74億700万ドル（ゲイトを稼働させるための電気代だけで10億ドル）かかっている旨の発言がある。
送信元ゲイトが正常稼働可能な状態、相手先ゲイトが存在・稼働可能な状態（土砂に埋もれていない等）でないとワームホールが繋がらない。
詳細は遺跡スターゲイトを参照の事
アスガード
地球よりはるかに進んだ科学技術を持つ、友好的なエイリアン。見た目は、グレイ (宇宙人)に似ている。自らのクローンに意識を移すことで延命しているが、それを数千年に渡って繰り返したため、医学的に限界に来ており、シーズン10の最終話でアスガードは技術の全てを地球製の宇宙船オデッセイに託し、惑星オーリラとともに滅びた。
宇宙四大種族
アスガード、エンシェント（アルテラン）、ノックス、ファーリングスの四種族。かつてある星で会合を開いていた。
エンシェント
スターゲイトネットワークやアトランティスを作ったエイリアン。現在ではそのほとんどが高みの存在となっている。少なくとも300万年前に南極にいた。
カウーシュ
スターゲイトを接続した時に現れる不安定な原子の渦のこと。触れるとその部分が消失するので非常に危険だが、危険物の処理に利用されることもあった。
シェブロン
ゲイトに記された記号（シンボル）。スターゲイトに刻まれた39個の記号のこと。その形は星座を表している。この記号を組み合わせることによって、接続先の座標を表すことができる。6つのシェブロンで三次元的に目的地を特定し、7つ目は出発点を示す。これらはジャクソン博士によって解明された。また、各シェブロンは特定の音に対応している。
ホームダイアル装置 (DHD - Dial Home Device)
スターゲイトを操作するために使用する装置であり、同時にパワーソースでもある。39のシェブロン（記号）がボタンとして設置されており、それを使って接続可能なアドレスを入力し、最後に中央の赤い半球を押すとゲイトがワームホールに接続される。地球のものは1920年にエジプト・ギザで発掘されたがその後行方不明となっていた（実はドイツを経てロシアが接収していた）。
1945年、米陸軍が試行錯誤の結果天の川モデルのゲイトはDHD無しの手回しダイヤルでゲイトを開くことに成功している。
15年間の研究開発の末（劇中原語では「スーパーコンピューターをマクガイバーして」）自作DHDが完成。ただしこの自作DHDはオリジナルに劣るらしくトラブルの元に。
アイリス
スターゲイトからくる外敵から身を守るために、地球のゲイトに装着されているシャッター。当初チタニウムで作られていたが、後にトリニウムとチタニウムの合金製に変更された。イベントホライズンとアイリスの間は3マイクロメートルしかない為、アイリス閉鎖時は物質の再構成はできない。アイリスを開けるには、GDOと呼ばれる通信機からコードをSGCに送信、SGCでは送信されてきたコードを確認し、手動でアイリスを解除する。
ハイパードライブ
宇宙船が行う超光速航法。ハイパードライブジェネレーターによって実現される。エネルギーソースはゴアウルド系宇宙船がナクアダ、地球製はナクアダ・ナクアドリア、アスガードは不明だが、シーズン3の66話でのトールの船『ビリスクナー号』はニュートリノとイオンを用いたジェネレーターを動力としていた。エンシェントはZPM（と推測される）。
スーパーゲイト
オーライが造った大型のゲイト。エネルギーソースは人工的に作り出したブラックホール。ペガサス銀河にあるスペースゲイトのように宇宙空間に浮かんでおり、　オーライの銀河から天の川銀河へ宇宙船を移動させるのに用いられる。
ゴアウルド
人間などの種族に寄生する蛇の様な形の寄生生物。体内にナクアダを持つ。残虐非道で多数の星を侵略・占領・支配している。侵略した星から得られた技術を接収し、自らの開発したものとしているが、オリジナルの技術はほとんどない。P3X-888で誕生した後、同惑星に住むウナスに寄生してゲイトをくぐったと考えられている。後に神を名乗り地球へ。宿主をウナスから人間に変えて人類を支配していたが、反乱により地球を追い出されてしまう（一部は地球に居残っていた）。彼らの中でも実力者たちは「支配階級」と呼ばれる。基本的にゴアウルド同士は仲が悪く勢力争いを続けているが、部下として他のゴアウルドに仕えるものもいる。また、同じ寄生体でありながら反旗を翻し「トクラ」となってゴアウルドと対立しているものもいる。
彼ら寄生体は女王ゴアウルドから生まれ、その全記憶を引き継いで生まれる。記憶は引き継がせないことも可能。
ゴアウルド語
カラシュ：魂
チャパアイ：スターゲイト
チャパコー：スーパーゲイト
トクラ：ラーに反抗するもの
タウリ：地球、地球人
ホクター：ホク（進化した）タウリ（地球人）
ショルバ：裏切り者
クリー：呼びかけの言葉
シャルケク ネムロン：自由のためなら死ねる

ゴアウルド技術
石棺
生き返らせる、傷を癒す、寿命を延ばすなどの効果がある。実はエンシェント装置の劣化版であり、心を傲慢にする副作用がある。
エネルギーガン
一見杖のようだが、持ち手の中ほどにあるスイッチを操作することで先端からエネルギーの弾を発射できる。主にジャファが使用するが、ゴアウルドが使うこともある。ティルクはSGC参加後もよく使っていた。トクラも使用している。
ザトニクテル（地球名「ザットガン」略して「ザット」）
動力源はナクアダ。その使いやすさからSG-1らに接収されてSGCやプロメテウス、ダイダロス級戦艦の武器庫に並んでおり、通常任務によく使われる。トクラやルシアン同盟、NID（トラスト）なども使用。一回目の命中で対象に苦痛と麻痺を与え、二回目で死、三回目で消滅する。
ハンドリボン
衝撃波発生・脳への攻撃・転送リング制御や、シールド（一人用。エネルギーガンや銃の弾などは通さないが、投げナイフなどスピードの遅いものは通してしまう）など多種の機能がある。ゴアウルド体内のナクアダが動力源なので基本的にはゴアウルドのみが使えるものだが、寄生された経験があり体内にナクアダが残っていれば人間も使用することができる。
インター
訓練用などに使用されるツール、ゴアウルド系の武器はもちろん地球の銃器など形状、使用方法まで似せて加工できる。赤い光弾が発射され、被弾すると麻痺する。ゴアウルドがSGチームの偽装訓練を行っていた施設でSG-1が大量に接収、その特性からSGCでの訓練に重宝されることになる。
ジャファ
ゴアウルドを支える奴隷戦士。腹部に×型の切れ目を付けられ、その中にゴアウルドの幼生を住まわせられる。ゴアウルドがいる間は免疫力や回復力が通常の人類よりも高くなって寿命も長くなるが、ゴアウルドを出してしまうと依存していた免疫力などが無くなり死に至る。ゴアウルドの幼生を成虫になるまで育てる保育器であり、同時に戦士でもある。ゴアウルドを神と崇めて仕えていたが、地球の介入によってシーズン8のダカラの戦い以降離反が相次ぎ、シーズン9では独自の組織を作る。
シーズン6にて幼生を必要とせずトレトニンという薬によって代替できることが判明し、ティルクやブレイタクなどが幼生なしで過ごしている。
ケルノリーム
ジャファが行う瞑想。かなり深い状態になると腹にかかえる幼生と意識下で対話できることが判明している。また、幼生からトレトニンに変えるとケルノリームは困難になるようである。
トクラ
"トク・ラー"でラーに反抗するものの意。ゴアウルドに反旗を翻した寄生体のことだが、広義ではゴアウルドに反抗するものすべてを表す。ラーを含むゴアウルドに反旗を翻した女王ゴアウルド・エジェリアが彼らの母である。彼らは自らを共生体と呼び、宿主と合意の上で寄生（共生）している。心を傲慢にしてしまう石棺を使わないため、ゴアウルドに比べて短命である。
トランとは同盟しており、技術交換を行うほど。後にタウリ（地球）や反乱ジャファと同盟。
アザーズ
高みに昇ったエンシェントの一派。ペガサス銀河で対レイス戦争に破れ地球に避難してきたエンシェントの一部が、悟りを開き、肉体を捨てた高みの存在。宇宙の理・真理に最も近い存在だが、オーライ（後述）のやらかした失敗から学び、基本的に下界への干渉（悟りへの導きや知識を与えること）を最大の禁忌としている。
多くはタブーを犯さないが、一部禁忌に触れる行為を行うものもいる。劇中、明確に禁忌を犯した（あるいはしそうになった）のはダニエル、オーマデサラ、オーリン、マーリン、モーガン・ル・フェイ。ダニエル（高みの存在として下界のゴアウルドを攻撃）はオーマデサラが止めたため禁忌を犯していない。モーガンもオーライに対抗するマーリンの武器の情報をSG-1に教えようとしたが他の高みの存在によって阻止されたため禁忌を犯していない。オーマデサラの行為（下界の人間を悟りを得ることなしに高みへ導く）は本人いわく禁忌のギリギリのライン。
オーリンとマーリンは知識を持ったまま下界に降り、その知識で下界に影響を与えるという禁忌を犯す。しかし最終的に高みに戻ることができず下界で死を迎えるという形で代償を支払っている。
オーリンによると、アザーズの目的は今いる場所よりもさらなる高みへと至ることらしい。
オーライ
アザーズと同じ高みの存在の一派。エンシェント達よりも先に高みに昇ったが自分たちを絶対的な存在とし、下界の人々に「神」として崇めるように強制している。自分たちの支配する銀河以外に知的生命体が存在することをアザーズにより秘匿・隠蔽されていたが、ダニエルとヴァーラの意外な訪問によりオーライの知るところとなってしまう。その結果、天の川銀河に宣教師（プライア）を送り込み、残虐非道な手段で布教活動を開始する。その真の目的は、信仰を集め高みの存在として力を得てアザーズ（エンシェント）を滅ぼすこと。オーライによってDNA操作されたヴァーラの娘アドリアはオーライの指揮官オリサイとしてSG-1と度々戦うことになる。「Ark of truth」では地球とオーライの最終決戦となる。
人間を宣教師（プライア）へと変貌させることができる。プライアは高みの知識を持たないが、高みに登る寸前まで進化した状態であるため超能力を使用可能。地球の技術ではほぼプライアを止められない。
アザーズに阻止されるため高みの知識（そしてアザーズほどではないが高度な科学知識）を下界に与えることができずにいたが、ヴァーラを妊娠させるという抜け道で知識をもつ子供を作り、下界への干渉を始める。
マーリンによれば初期のオーライは人々を救うことを目的としていたという。
SGC (StarGate Command)
スターゲイト基地のこと。表向きにはにエリア52と呼ばれている。
NID (National Intelligence Division)
スターゲイト計画を監視する米政府機関で、ペンタゴンに事務所がある。SGCにたびたび妨害を行い、ついには秘密裏にゲイト活動を始め、他星から先進技術を略奪するなどした。キンゼイ議員とは強いパイプでつながっている。
メンバーはメイボーン大佐（逮捕されるが後に脱走）、シモンズ大佐（メイボーンの弟子で後任）、メイクピース大佐（SG-3指揮官だがNIDのスパイ）など。他にはSGCに協力的なバレット捜査官がいる。ウールジーもシーズン7ではNID所属。
後に一部が「ザ・トラスト」と名乗り分離。さらに過激化する。しかし彼らはバール配下のゴアウルドに寄生されて地球に舞い戻り……。
アトランティス
スターゲイト アトランティスの舞台であり、宇宙史上最高の科学力を誇ったエンシェントの『失われた都市』。銀河間航行可能な超巨大宇宙船でもある。かつては、地球の南極に居を構えていたのだが、何かしらの理由から（他銀河へ生命の息吹を広げるためというのが最も有力な仮説）ペガサス銀河へと旅立つ。そこで自らが招いた災厄であるレイスの猛攻を受け数十年間の篭城の末、地球へと逃げ戻ることとなり、1万年以上もの間、惑星ランティアの海底深くに沈められていた。
ダカラ
惑星の呼称であるが、その星にある寺院を指す意味合いのほうが強い。ジャファがゴアウルドに初めて忠誠を誓わされた場所であり、ジャファにとっては神聖・因縁の地として崇められている。その正体は、エンシェントが作った究極の生態変化装置（アヌビス曰く、天の川銀河の生命を繁栄させるため。疫病治療の可能性もあり）。ジャファ全体のゴアウルド支配解放後は、ジャファ連合の中心地となる。が、後にオーライの攻撃に遭い壊滅することとなる。
ナクアダ
スターゲイトの主成分にもなっている金属。地球では未発見な鉱物から精製されている。高純度で精製されたナクアダは多大なエネルギーを生み出すため、ゴアウルド文明には欠かすことのできない物質となっている。ゴアウルドが人間を奴隷にするのは、ナクアダ鉱山で採掘作業を科すのが目的の一端である。
ナクアダリアクター
ナクアダを利用して強力なエネルギーを生み出す装置。ナクアダジェネレーターとも呼ばれる。ナクアダリアクターの技術はオーバン人から得たが、幾つか不明な材質は地球で調達できるものと置き換えられている（遮蔽材をトリニウムと鉛の合金に、冷却材を液化ナトリウムになど）。
原理は原子力発電所の原子炉とほぼ同様であり、ナクアダの核分裂反応によって発生した熱でリアクター内の水を沸騰させて蒸気を発生させ、タービンを回転させることで電力を得る。
炉心はトリニウムと鉛の合金で覆われており、さらにリアクター自体をトリニウムのケースと鉛の蓋で覆っている。
これを暴走させることでナクアダ爆弾にすることができ、ナクアダを利用した核弾頭もある。
ナクアドリア
惑星ランガラでのみ採掘される鉱物。その正体はランガラがまだゴアウルドの支配下にあった頃、星に埋蔵されていたナクアダをタノスというゴアウルドが化学変化させたもの。ナクアドリアの生み出すエネルギーはナクアダのそれを遥かに凌ぐが、核反応が非常に不安定という面もあり扱いにくいものとなっている。実際に初期に作られたナクアドリアの爆発が原因で、ランガラを支配していたゴアウルドは滅んだとされている。地球産の宇宙艦に搭載されているハイパースペース・ジェネレーターにもナクアドリアが使われているが、度々トラブルの種になっている。（X-302とプロメテウスに搭載確認済み。ダイダロスのジェネレーターはアスガード製なので不明）。
ゼロ・ポイント・モジュール (ZPM)
エンシェントの開発した物で、ナクアダ・ナクアドリアを超越するほどの超エネルギー発生装置。エンシェントの使っていた発明品の多くは、その性能から多大なエネルギー消費を必要とするため、エンシェント文明とは切っても切れないエネルギーソースなのだが、5000年ほど前にエンシェント文明が滅び去ってしまい、アスガードでも製造が難しくZPMの現存数は残り少ないものとなっている。アトランティスでは元々3つあったZPMが1万年の間に残量が底を突いてしまっており、探検隊は深刻なパワー不足に見舞われていたが、Season8終盤でSG-1が過去のエジプトから持ち帰ったZPMにより危機を脱することになる。また、スターゲイトにエネルギー供給することにより、8つ目のシェブロンをダイヤルし他の銀河のスターゲイトネットワークにアクセスすることができる。また、ダイダロス級と組み合わせてシールド強化とハイパードライブエンジン出力増加を行える。アトランティスシーズン3で、シェパード中佐の活躍でZPM三個を得た（1つは南極のエンシェント砦に、1つはオデッセイ号に、1つはアトランティスに分配された）。
レプリケーター
アスガードと敵対する"機械生命体"。その形状から、オニール曰く『クソ虫』。元はアンドロイドのリースが作成した、ただのおもちゃだった（しかし、初期状態から酸を噴射するなどの機能を持つ）が、後に自らネットワークを形成し一つの惑星を滅ぼし去っていった。自己進化プロセスを持っていて、より高度な文明のテクノロジーに貪り付き、その度に自らを強化していくが、その行動は本能に従ったものであり知性はほぼ無い。はずだったのだが、アスガードの失態により進化を遂げたヒューマノイド型レプリケーターが登場。ヒューマノイド型は、呼称を「ファースト」「セカンド」「サード」…と、製造番号で呼び合っている。その中でも「フィフス」は、人間に近い感情を持っており、その事で仲間に「欠陥品」と思われていたが、その感情こそが最大の武器になると気づいた「フィフス」は、後にレプリケーターの指導者的立場となる。天の川銀河に侵攻してきたレプリケーターは、ダカラの兵器で全滅させることに成功した。

## 兵器

### 地球
X-301 X-301 Interceptor
SG-1の持ち帰ったゴアウルドのデス・グライダーを改造した機体。ゴアウルドのハイテクとアメリカ合衆国空軍の航空技術がミックスされ慣性制御や高速飛行・宇宙空間での飛行など中々の性能を発揮した。が、オニールとティルクの乗り込んだテスト飛行中にとんでもないアクシデントを起こし、動力全カット状態のまま宇宙に放り出されるという大事件を引き起こしてしまう。このシリーズはデス・グライダーも含めて全て複座型である。
X-302
X-301をベースに作られた地球オリジナルの宇宙戦闘機。性能はX-301から大きく向上しており、エンジンもエアロスパイクエンジン、ロケットエンジン、ジェットエンジン、そしてハイパースペースドライブエンジンの４種類が搭載されている。しかし、ハイパースペース・ジェネレーターのエネルギーソースであるナクアドリアが不安定なためハイパースペース・ウィンドウを完全に形成することはできなかった。アヌビスの攻撃に晒されていたスターゲイトを背負い不安定なハイパースペースに突入するという荒業をやってのける。
F-302
X-302の量産機。機動性能こそデス・グライダーに劣るものの南極大空戦ではSG-1を守り抜き、レイスの無敵艦隊やダーツに対して有効な戦力としてアトランティスに配備されるなど、多方面での活躍が見受けられる。
詳細はF-302を参照。
X (BC) -303プロメテウス
合衆国空軍初の亜光速航行可能な宇宙艦。オニールが「エンタープライズ」と命名しようとするが上層部から却下された。またサマンサからも、「それはダメです」とたしなめられる。正式就役前の形式名はX-303。就役後はBC（巡洋戦艦）-303となる。クラスとしては「プロメテウス級」となるが同型艦はない。シーズン9第189話で敵のビーム兵器による猛攻撃を受け壮絶な最期を遂げる、後により大型な「ダイダロス級」も建造される。F-302を8機まで搭載可能。
詳細はプロメテウスを参照。
BC-304ダイダロス
プロメテウスの姉妹艦にあたる宇宙戦艦。宇宙4大種族のアスガードのハイテクを盛り込み、先のプロメテウスよりも数段上の性能を誇る。武装は、レールガン・砲座・ミサイル・アスガード製プラズマビーム（シーズン10 最終話以降）を配備。シールドも当初はオーライの宇宙母艦の主砲ビームを２発(１発で50%までシールドダウン)しか防げなかったが、シーズン10最終話でのアスガードによるアップグレードにより２発で87%までの低下と、かなり進化している。アスガードの転送ビームや銀河間航行の可能な高出力ハイパースペース・ジェネレーターも搭載している。両翼にはF-302を16機搭載可能なカタパルトデッキがあり、戦術の幅もかなり向上している。
最初に建造された1番艦「ダイダロス」は、対レイス攻防戦支援のためにアトランティスに向かう。2番艦は「オデッセイ（主にオーライ戦用）」、3番艦は「コロレフ」、4番艦は「アポロ」、5番艦は「サン・ズー」、6番艦は「ジョージ・ハモンド（フェニックス）」である。ダイダロスはアトランティス防衛戦でZPMを一時搭載し通常片道18日間の距離を4日間で到着した。オデッセイのみZPMを常時搭載し、ステルス装置を装備している。3番艦のコロレフはロシア軍が運用、シーズン9最終話で撃沈。
詳細はダイダロスを参照。

### ゴアウルド
ハタク級宇宙母艦（英名：Ha'tak）
ゴアウルドやトクラなどが使用する宇宙母艦でピラミッド型をしているのが特徴。転送リングを装備。アルケシュやデスグライダーを多数搭載し、ハイパードライブも搭載している。防御シールドで守られているが、オーライのバトルシップの攻撃には耐えられず撃沈している。
エネルギーガンの拡大版といったものが武器で連射も可能。また転送リングを使ってジャファを送り込むこともある。
アポフィス艦隊のハタクは遮蔽（ステルス）機能を装備していた。
本来はラー、アポフィスやヘルアーなどの支配階級しか保有していなかったが、SGCの活躍によってゴアウルドが弱体化したため、ルシアン同盟や自由ジャファなども保有。
またアポフィスやアヌビス等、強力な勢力をもったゴアウルドは大型ハタクを旗艦として保有している。
アルケシュ
ゴアウルドが使う中距離爆撃機。オニールが鹵獲したことも。ハイパードライブや転送リングを装備。オシリスが使用したものはアスガードの転送ビームなども装備。カスタム機には遮蔽（ステルス）機能がある
テルタク（貨物船・輸送船・偵察船）
ゴアウルドが使う輸送船。ハタクに格納可能。ハイパードライブ、脱出カプセルや転送リングを装備。カスタム機には遮蔽（ステルス）機能があるものや、偽のアルケシュを投影することができるものもあるが、武器は一切ない。トクラもいくつか所有。SGCも何度か手に入れている。
デスグライダー
ゴアウルドが使う複座式戦闘機。翼を折りたたんでのゲイト通過が可能。ハタクに何機も積まれている艦載機である。アポフィスのものには自動帰還装置（裏切り行為の処置として組み込まれた）が内蔵されており、鹵獲された場合も考慮している。

### エンシェント
オーロラ級バトルシップ
エンシェントの主要宇宙戦艦。レイスとの戦争で多数使用され活躍したが、レイスの圧倒的な数に対抗できず、現在ではほとんど残っていない。ドローンを搭載している。作中には登場しない。
パドルジャンパー
エンシェントの使っていた小型宇宙船。操縦にはエンシェントの遺伝子が不可欠。アトランティスに数十機確認されているほか、SGCがタイムマシン付きの物を1つ保有している。モバイル型のバイオセンサーが一機に一つ備え付けられている。さらにジャンパーの中からゲイトアドレスをダイヤルできる他、エンジン兼ドローン射出口を収納することでゲイトをくぐることもできる。ロドニー・マッケイ博士はゲイトをくぐるから、という理由で「ゲイトシップ」と命名したが、オニールから「ダサい」と言われる（シーズン8）。エンシェント技術を受け継いだペガサス版レプリのアスランズが「ゲイトシップ」と呼んでいる（スターゲイトアトランティス シーズン3）。
ドローン
南極の兵器やパドルジャンパー等に配備されているエンシェントの主要兵器。

## スタッフ

### 製作
- ジョナサン・グラスナー、ブラッド・ライト、

### 日本語版制作スタッフ
- 演出：春日正伸→甲斐樹美子
- 翻訳：平田勝茂
- 調整：白石洋→栗林秀年
- 進行：甲斐樹美子→工藤美樹、笹木絵美子
- 制作：ムービーテレビジョン→ブロードメディア・スタジオ

## キャスト

### 主要なキャスト
- ジャック・オニール (Jack O'Neill) - リチャード・ディーン・アンダーソン (Richard Dean Anderson) （声:有本欽隆）

合衆国空軍大佐（後に准将、少将、スターゲイト・ユニバースでは中将）。7年間SG-1のリーダ務めたのちに昇進し4代目のSGC司令官を務めた（映画版を入れると5代目）アトランティスでの戦闘にも参加。司令官退任後もホームワールドセキュリティーの役人としてSGCには関わっている様で、アトランティスでは地球側の代表としてエンシェントの生き残りと交渉を行っている。ジャックはミドルネームであり正確には「ジョナサン」である。趣味は天体観測と釣り。アウトドアが大好きで、たまに休暇が与えられると、きまって「ミネソタへ釣りに行く」と言う。アトランティスの第1話でベケットに殺されかけたことをずっと根に持っている。好きな番組はシンプソンズとスタートレック。オニールの綴りは"L"が二つで空軍には"L"が一つのオニール大佐がおり、そのオニール大佐はユーモアのセンスが無いらしい。（映画版のオニール大佐を表しているという説がある。）
- ダニエル・ジャクソン (Daniel Jackson) - マイケル・シャンクス (Michael Shanks) （声:土方優人）

1966年7月8日生まれ。考古学者。言語学者でもあり23ヶ国語を話す(シーズン10途中では27カ国語+アビドース語、ゴアウルド語、エンシェント語)。映画以降SG-1に加わるまで1年間アビドース星で暮らし、シャーレと結婚する。スターゲイト・アトランティスとスターゲイト・ユニバースにゲスト出演している。旅行に出かけると症状が出るという慢性の鼻炎症であり、本作のシーズン1第1話では、スターゲイトのワームホール越しにティッシュペーパーのやり取りが行われ、その対応をもって本人確認が行われた。高所恐怖症らしい。
- サマンサ・カーター (Samantha Carter) - アマンダ・タッピング (Amanda Tapping) （声:鈴木弘子）

合衆国空軍大尉（後に少佐、中佐。アトランティスのシーズン4からは大佐）。パイロットであり、エンジニアであり、理論天体物理学者である。ジョリナーというトクラに寄生されたことがある。後にアトランティスの指揮官に。たまの休暇にはラボにこもって研究をするのが一番楽しいという。オーリンから誕生石としてエメラルドを贈られているので5月生まれと思われる。ダイダロス級巡洋戦艦フェニックス（後にジェネラル・ハモンド）の艦長に就任する。
- ティルク (Teal'c) - クリストファー・ジャッジ (Christopher Judge) （声:佐々木誠二）

惑星チューラク出身のジャファ。アポフィスの親衛隊長だったが、たびたびそのアポフィスの暴虐さを目の当たりにし、また、師ブレイタクからゴアウルドが偽りの神であることを教えられていたため、SG-1との出会いがきっかけとなって地球に味方することとなる。以後SGCに所属し、SG-1のメンバーとなる。チューラクに妻、息子有り。後に妻とは死別。ティルクとは“力”を意味する。シーズン4の18話「禁断の光の宮殿」時点で102歳まで47日(シーズン10最終話で時間膨張装置の影響を受けたオデッセイ号に50年囚われていたため、シリーズ終了時に最低でも152歳である)。ジャファ連合ができてからは主にダカラなどの地球外の場所にいる。アトランティスにもゲスト出演している（シーズン4 第17話）。
- ジョージ・ハモンド (George Hammond) -　ドン・S・デイヴィス (Don S. Davis) （声:宝亀克寿）

合衆国空軍少将（後に中将）。初代SGC司令官。ホームワールドセキュリティーの初代統括官に。後に引退する。元アメリカ陸軍の大尉である。最新のダイダロス級戦艦はハモンド将軍の名前が使われることとなった（カーターが艦長となる）。演者のドン・S・デイヴィスが死去した際、作中においてハモンドも死去したことが語られている。
ハモンド将軍役のドン・S・デイヴィスは2008年6月28日に永眠した。
- ジョナス・クイン (Jonas Quinn) - コリン・ネメック (Corin Nemec)（声: 竹村拓）

惑星ランガラ（P9Y-4C3）の三つの国のうちの一つ、ケロナ出身。シーズン5 第21話で初登場し、地球に亡命。第6シーズンからはダニエルの代わりにSG-1のメンバーとなるが、ダニエル復帰後のシーズン7では母星に帰っている。シーズン7 第14話で再登場。シーズン10で惑星ランガラはオーライの軍勢により占領されたが、その背景が明確に描かれていないため、生死は不明。
- キャメロン・ミッチェル (Cameron Mitchell) - ベン・ブロウダー (Ben Browder) （声:坂詰貴之）

合衆国空軍中佐。南極でのアヌビスとの戦いでの英雄。シーズン9でSG-1のリーダーになる。
- ハンク・ランドリー (Hank Landry) - ボー・ブリッジス (Beau Bridges) （声:佐々木敏）

合衆国空軍少将。SGC司令官。オニールが退任後に就任。オニールとは旧友の仲である。
- ヴァーラ・マル・ドラン (Vala Mal Doran) - クラウディア・ブラック (Claudia Black) （声:相沢恵子）

ゴアウルドのケテシュに寄生されていたが、トクラに助けられる。盗賊・密輸業者となり、その後、シーズン8でダニエルと出会う。ひょんなことからシーズン9冒頭で地球に転がり込む。シーズン10から本格的にSG-1へ加わる。

### 地球人
- ジャネット・フレイザー (Janet Fraiser) - テリル・ロザリー (Teryl Rothery) （声:三輝みきこ）

軍医。シーズン3途中から少佐に昇進。異星人の少女カサンドラを養女としている。シーズン7にて戦死。
シーズン9ではパラレルワールドのフレイザー軍医として登場。
- ウォルター・ハリマン (Walter Harriman) - ゲイリー・ジョーンズ (Gary Jones) （声:中嶋一成）

合衆国空軍最上級曹長。SGCのダイヤルコンピュータの操作担当であり、シーズン1から10までのすべてのシーズンに顔を出している。実は少しずつ昇進している。
登場当初は「デイビス」という役名だったが、いつのまにか「ハリマン」に変更されている。
- サイラー (Siler) - ダン・シア (Dan Shea) （声:荒川太郎→栗田圭）

軍曹。メンテナンス担当。シリーズ序盤では名前を「シラー」と吹き替えられている。爆発に巻き込まれたり、新素材ジャケットのテストの為にエネルギーガンの的になって吹っ飛んだり、スターゲイト アトランティスの主人公らにザットガンで撃たれたりなど、不幸な目に遭うことが多い。
演じるダン・シアはオニール役のリチャード・ディーン・アンダーソン専属のスタント。
- ロバート・キンゼイ (Robert Kinsey) - ロニー・コックス (Ronny Cox)（声：藤本譲）

上院議員。後、副大統領。SGCの疫病神的存在。NIDに強いパイプを持つ。
ゴアウルドに勝るとも劣らぬ悪辣さを発揮する。
- チャールズ・コワルスキー (Charles Kawalsky) - ジェイ・エイコヴォーン (Jay Acovone) （声:水野龍司）

合衆国空軍少佐（映画では中尉）。
シーズン1 第3話で死亡するが、後のエピソードで何度か登場する（パラレルワールド）。
- ハリー・メイボーン (Harry Maybourne) - トム・マクベス (Tom McBeath)（声:水内清光）

合衆国空軍大佐。NIDのエージェント。異星人の技術を盗み、反逆罪で有罪となる。脱走し、SG-1を助けたり、だましたりと活躍。後に、異星で預言者アーカン王となる。多少はエンシェント語が読める、らしい。
- ポール・デイビス (Paul Davis) - コリン・カニンガム (Colin Cunningham) （声:大黒和広）

合衆国空軍少佐。ペンタゴンに所属し、SGCとの連絡役を務める。のちにホームワールドセキュリティーへ移る。シリーズを通して登場しているが階級を含めてまったく変化が無い。パラレルワールドでも少佐。ひげを生やしていた。
- リー博士 (Bill Lee) - ビル・ドウ (Bill Dow)

SGC所属の科学者。'World of Warcraft'のプレイヤー。科学責任者。SGCに植物を持ち込みSGC中に植物が広がってしまうなど犯した失敗は数え切れないが希に活躍する。
- リチャード・ウールジー (Richard Woolsey) - ロバート・ピカード (Robert Picardo)（声：金子由之）

NIDのメンバー。後にIOAのメンバー。SGCからは嫌な奴に見えるが、実は正義漢でIOAのメンバーの中で一番スターゲイト計画に肩入れしている。アトランティスのシーズン5では司令官として赴く。

### ジャファ
- マスター・ブレイタク (Bra'tac) - トニー・アメンドーラ (Tony Amendola) （声:渡部猛）

ジャファでティルクの師。シーズン1〜2で133歳、シーズン6の時点で137歳だが未だ元気。元アポフィスの親衛隊長。スパイとしてクロレルの親衛隊長になったこともある。ゴアウルドが偽りの神だと昔から気付いており、弟子のティルクにも教えていた。

### トクラ
- ジェイコブ・カーター (Jacob Carter) - カーメン・アルジェンツィアノ (Carmen Argenziano) （声:宮田光）

サマンサ・カーターの実の父親で、合衆国空軍少将。ハモンド少将とは友人。ガンで余命幾ばくもないところを、トクラ(Tok'ra)の一番の年長者であるセルマク (Selmak) の宿主となり一命を取り留める。以後、トクラとして活動する。
- マートフ（マートゥフ） (Martouf) - J.R.ボーン (J. R. Bourne)（声：目黒光祐）

トクラのランタシュ (Lantash) の宿主。恋人関係にあったジョリナーがカーターに寄生していたため、彼女にも好意を持っている。後に宿主が死亡、共生体は仮死状態で生きていたが後に死亡した。
シーズン9ではパラレルワールドのマートゥフが登場。

### アスガード
- トール (Thor) - （声:マイケル・シャンクス、大友龍三郎→花田光）

宇宙四大種族の一つアスガード（グレイタイプの宇宙人）の一人でアスガード艦隊最高司令官。オニールを信頼し、アスガードの最新鋭艦を「オニール号」と命名したほど（同号は後に自爆した）。レプリケーターとの戦いで度々地球に協力を求める。その理由は地球が技術的に遅れており、進化し過ぎたアスガードでは思いもよらない野蛮な方法がレプリケーターに効果があると考えたからである。繁殖能力を失い、種としての限界を迎えていたアスガードは、クローン技術による延命を行っていたが、シーズン10最終話で全ての知識や技術を地球人に託して母星ごと消滅した。

### ゴアウルド
- アポフィス (Apophis) - ピーター・ウィリアムス (Peter Williams)（声:田原アルノ）

支配階級のゴアウルド。「スターゲイト」でオニール大佐らによって倒されたラー (Ra) の弟でもあり宿敵で、闇を支配する蛇の邪神としてカオス（混沌）を招くアポピス。支配階級のトップだったラーが倒されたことでゴアウルド内のバランスが崩れ、台頭する。ダニエルの妻シャーレを妻アモネットの宿主に、シャーレの弟スカーラを息子クロレルの宿主とする（シーズン1 第1-2話）。前線に立って侵略活動を行う事も多く、武闘派である。幾度となくSG-1に倒されるが、そのたびにより強力になって復活する。
- ハトル (Hathor) - スアンヌ・ブラウン (Suanne Braun)（声:水谷優子）

支配階級のゴアウルド。古代エジプト神話の愛と幸運の女神ハトホル。ラーの妻であり娘で、すべてのゴアウルドの母とされる。つまり寄生体を生むことができる女王ゴアウルドである。シーズン1 第14話でマヤ文明研究者の遺跡発掘によって甦りSG基地に侵入、吐息で男性を誘惑して従わせた。数千年間石棺の中で眠っていたことになる。後にSGCを真似た基地を作り、SG-1を惑わせて情報を引き出そうとするも失敗。オニールに殺された。
- ヘル・アー (Heru-ur) - ダグラス・H・アーサーズ（Douglas H. Arthurs）（声:中多和宏）

支配階級のゴアウルド。父はラー、母はハトル。シーズン2 第6話で登場。シーズン4 第14話ではアポフィスと同盟を結ぼうとするも、トクラ（とSG-1）の工作により同盟締結が頓挫した上、アポフィスに殺された。
- セス (Seth) - ロバート・ダンカン（Robert Duncan）（声:長克巳）

支配階級のゴアウルド。エジプト神話ではセト、あるいはセティやセテシュ等他ともいい、オシリスの弟。また神話では殺された後に地上から去り地下世界に隠遁したという。多くのゴアウルドが地球を去った後も居残り、カルト教団を作っては潰すことを繰り返しながら生きてきた。シーズン3 第2話でカルト教団の指導者として登場するが、SG-1との対決で呆気なく死亡した。
- ウ (Yu) - ヴィンス・クレステジオ (Vince Crestejo)（声：手塚秀彰）

支配階級の中でも古株のゴアウルド。古代中国の皇帝・禹（ウ）である。英語での発音は「ユー」。地球にあまり興味がないようで、比較的好意的。ゴアウルドの中でもかなりの高齢で、晩年は認知症状態。石棺を使いすぎて、寿命を延ばす効果がなくなってきたためのようだ。
- クロノス (Cronus) - ロン・ヘイルダー (Ron Halder)（声：相沢正輝）

支配階級のゴアウルド。ギリシャ神話の農耕神クロノス。時間神のクロノス (時間の神)ではない。シーズン2 第2話でジョリナーを殺すためにアシュラクを遣わす。またティルクの父親は彼の親衛隊長だったが、見せしめで殺された。ティルクはその恨みからアポフィスの親衛隊長となったという。シーズン4 第21話「コピー・ロボット」で、コピーのティルクによって殺害される。
- ニルティ (Nirrti) - ジャクリーン・サムダ (Jacqueline Samuda)（声：喜田あゆ美→横須賀理恵→喜田あゆ美）

支配階級のゴアウルド。古代インド・ヒンドゥー教の破壊と滅亡の神ニルリティ（ニルティ）。アポフィスに和平を持ちかけて罠をしかけたり、惑星P8X-987の住民を殺害しカサンドラの体内に爆弾を仕掛けたりした。他のゴアウルドに先んじて個人用遮蔽装置を開発したために支配階級から追放されるなど、ゴアウルドの中では技術的に進んでいる。また、ホクター（ホク・タウリ：強化したタウリ[地球人]）を自分の宿主にしようと研究をすすめていた（これはエンシェント由来の技術を使用していた）。同種の研究は後にアヌビスがほぼ完成させた。
- バール (Ba'al) - クリフ・サイモン (Cliff Simon)（声：小島敏彦）

支配階級のゴアウルド。元はシリアの嵐雷神であるバアル。拷問が趣味で、オニールを拷問したことも。初登場時は小物臭のする役柄であったが、ストーリーが進むにつれ、アヌビスを攻撃したり、逆に従ったり、SG-1と共同作戦を行ったりと忙しくなる。実際に、シーズン8からはゴアウルドとしてはSGCの強敵として立ちはだかるが、同シーズンの終盤ではレプリケーターを倒すためにSG-1からの救援に応じて協力したり、さらには、シーズン9では地球に現れた上に大企業のトップとしてテレビに出演するなど、それまでのゴアウルドとは全く違った立ち振る舞いをして、SG-1を翻弄した。
- ソーカー (Sokar) - デビッド・パルフィ (David Palffy)（声：荒川太郎）

支配階級のゴアウルド。古代エジプト神話の冥界・墓地の神ソカリス（ソカル）。シーズン2 第18話ではアポフィスに生死を繰り返して虐待し地球を攻撃しようとする。またシーズン3 第12-13話にも登場する。